# Lecane boettgeri
Lecane boettgeri is een raderdiertjessoort uit de familie Lecanidae. De wetenschappelijke naam van deze soort is voor het eerst geldig gepubliceerd in 1986 door Koste.